# Kopal

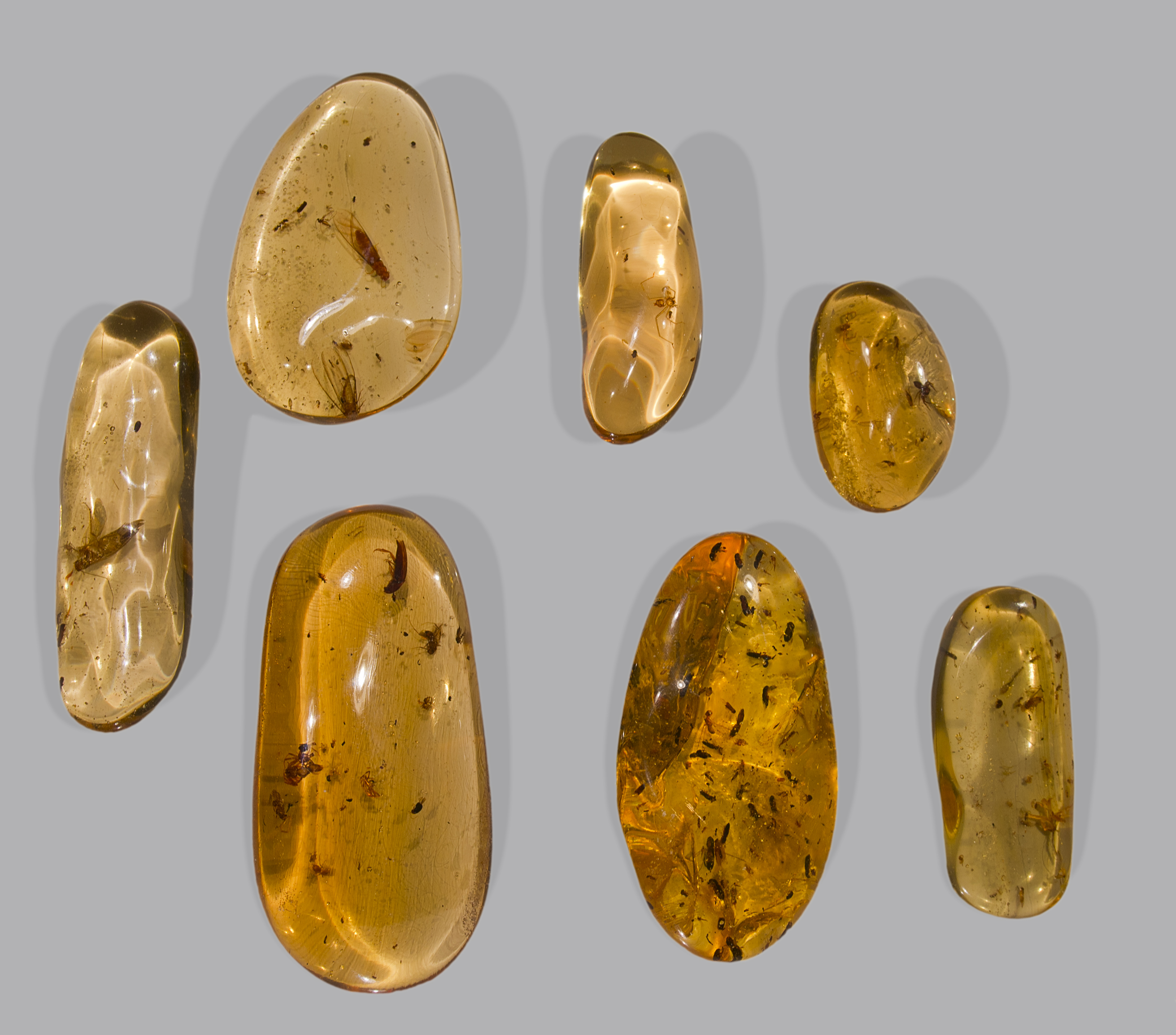
Kopal z Madagaskaru

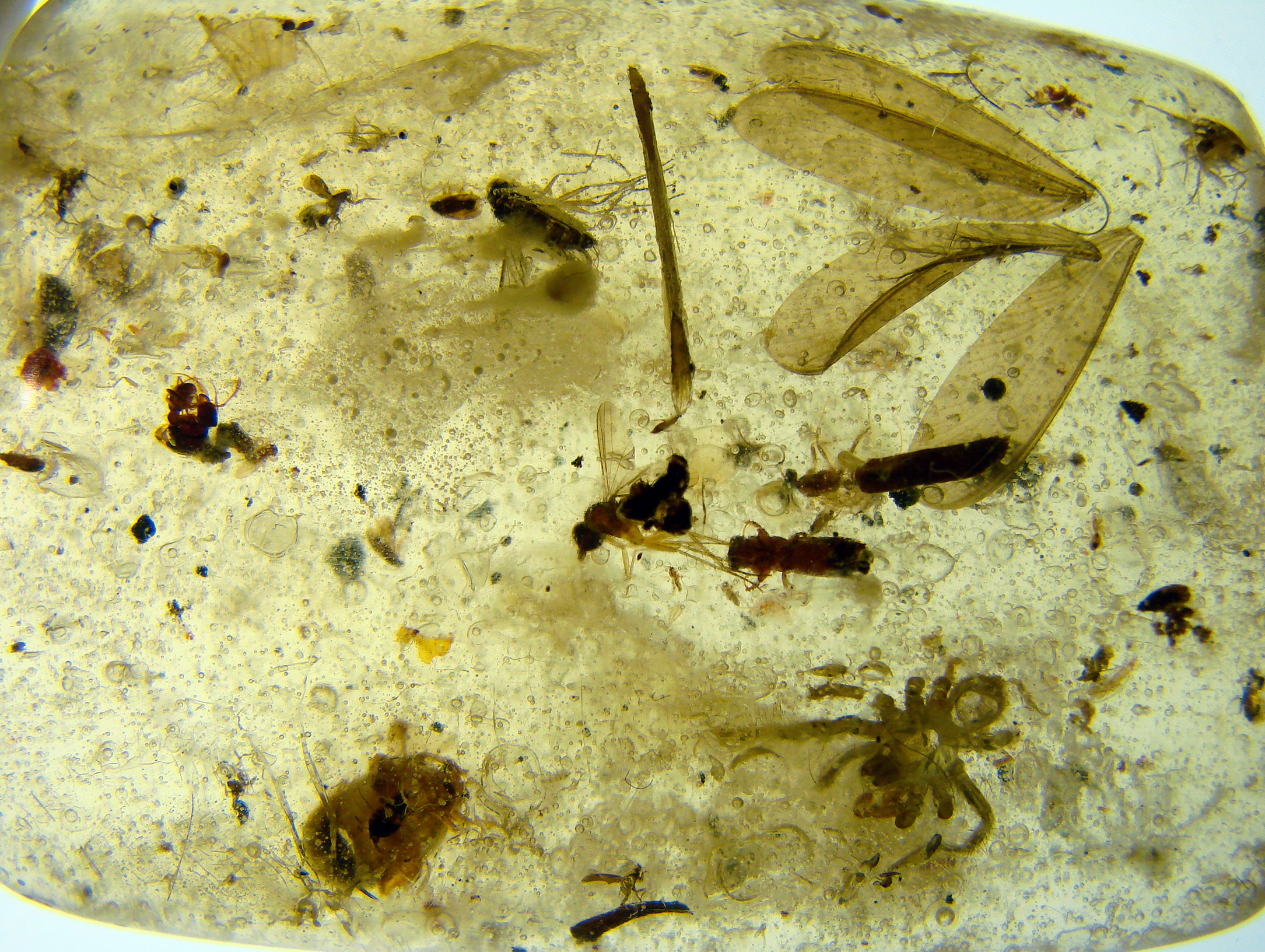
Kopal z zatopionymi owadami

Kopal – żywica niektórych drzew tropikalnych, tzw. drzew kopalowych (iglastych lub liściastych), występująca w różnych odmianach w krajach strefy podzwrotnikowej. Jest podobny do  bursztynu, może być bezbarwny lub w kolorze od żółtego do brunatnego. Rozpuszcza się w rozpuszczalnikach organicznych. Pozyskiwany jest bezpośrednio z drzew lub wydobywany jako kopalina z okresu czwartorzędu.
Jego podstawowe współczesne zastosowanie to wyrób werniksu. Jest też popularnym tradycyjnym materiałem na biżuterię i figurki wśród wielu ludów świata. Obecnie wykorzystywany jest również w profesjonalnym jubilerstwie. 
Słowo kopal pochodzi od słowa copalli w języku nahuatl i znaczy „kadzidło” lub „żywica”.

## Występowanie jako kopalina
Występuje w postaci od drobnych ziaren do kilkukilogramowych brył. 
Wiek kopalu wynosi od ok. 10 tysięcy do miliona lat, a według szerszej definicji nawet do 5 milionów. Jednak niezależnie od przyjętych kryteriów, za kopal uznaje się młodsze kopaliny, podczas gdy te starsze określa się mianem żywic kopalnych. Nazwy poszczególnych kopali pochodzą od miejsca występowania lub nazwy macierzystego drzewa. Główne miejsca występowania to Amazonia oraz morskie wybrzeża: w Ameryce (od Meksyku do Brazylii), w Afryce (głównie w środkowym pasie), na Madagaskarze, w Indonezji, Australii, a także na Nowej Zelandii i Nowej Kaledonii.

## Właściwości
Kopal jest masą twardą, w środku przeźroczystą lub mętną, z wierzchu ciemniejszą ze względu na wietrzenie. Jest dobrze rozpuszczalny w alkoholu etylowym, eterze i acetonie, częściowo w benzenie oraz chloroformie. Z wyglądu jest zbliżony do bursztynu, podobnie jak w bursztynie mogą występować inkluzje. W porównaniu z nim ma niższe temperatury mięknienia i topnienia, co warunkuje trochę inną obróbkę. Kopale mogą być w łatwy sposób sztucznie postarzane do barwy jasnożółtej lub jasnobrunatnej. W wyrobach jubilerskich często są lakierowane dla podwyższenia połysku i wytrzymałości mechanicznej.

## Odmiany

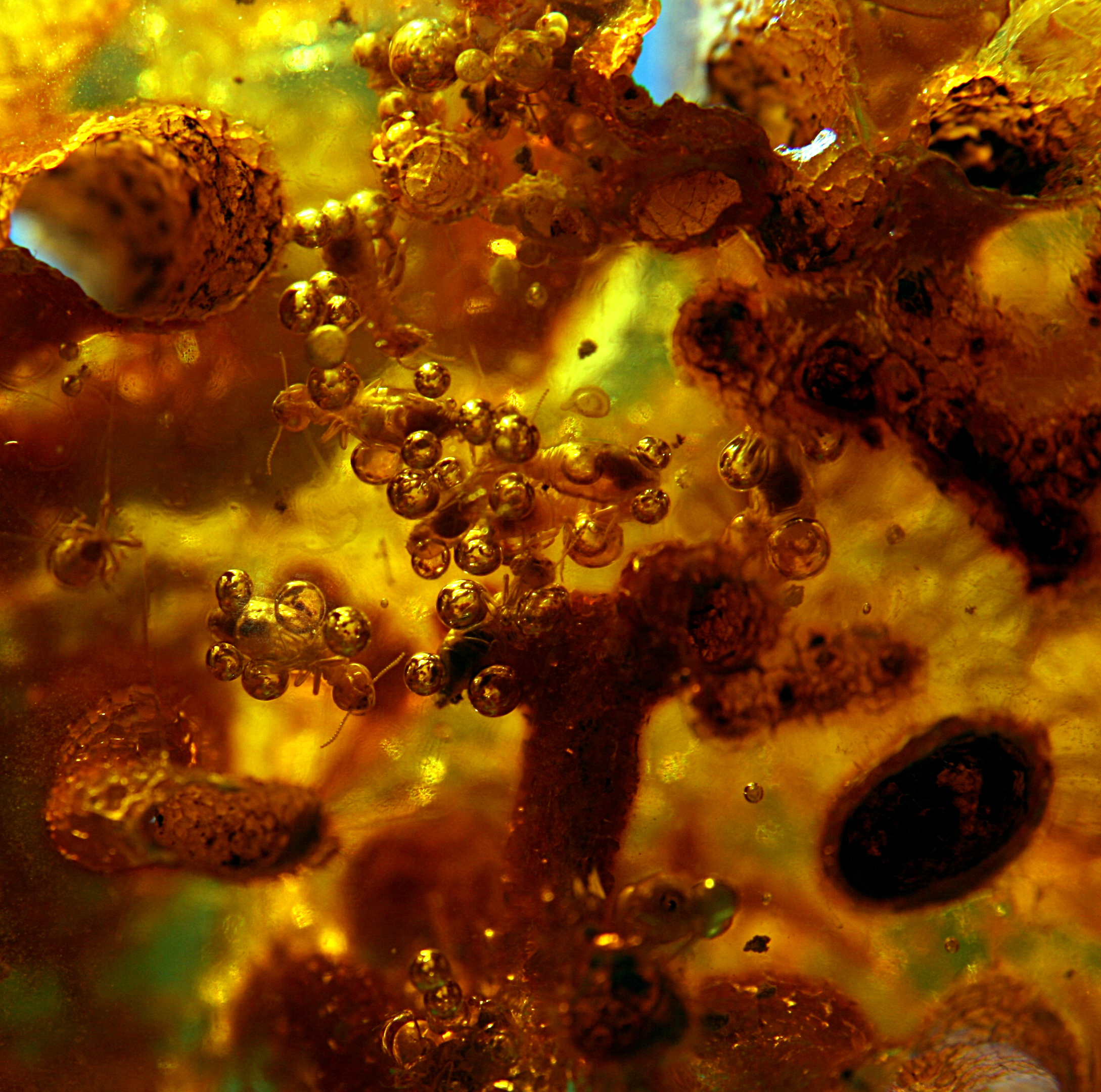
Kopal z termitami i innymi owadami

### Kopal zanzibarski
Zwany również kopalem wschodnioafrykańskim. Jest żywicą naturalną twardą, pochodząca z kopalnego drzewa Trachylobium. Występuje na głębokości około metra pod powierzchnią ziemi w grudach o pokroju nieregularnym, pomarszczonym, płytowatym, pokrytych brunatną warstwą, przypominającą korę. W miąższu ma barwę od żółtawej do czerwonawej, jest przejrzysty, a twardością dorównuje bursztynowi. Mięknie w temperaturze 160 °C. Topi się w temperaturze 260–300 °C. Całkowicie rozpuszcza w olejku kajeputowym. Częściowo rozpuszcza się w eterze, benzenie, toluenie, chloroformie, dwusiarczku węglowym i olejku rozmarynowym. Nie rozpuszcza się w alkoholu amylowym i metylowym. Prażony przez kilka dni w temperaturze 200–220 °C rozpuszcza się zupełnie w olejku terpentynowym, tracąc jednak swoją pierwotną twardość.

### Kopale zachodnioafrykańskie
Występują w kilku odmianach, których nazwy pochodzą od rejonu występowania i sprzedaży.
- Sierra Leone – właściwościami i jakością zbliżony do kopalu zanzibarskiego, występuje w bułach kulistych, kilkucentymetrowej długości o nierównej powierzchni. Ma przełam szklisty, a barwę jasnożółtą. Mięknie w temperaturze 130–230 °C. Prawie zupełnie rozpuszcza się w alkoholu amylowym i acetonie. Częściowo rozpuszcza się w alkoholu etylowym, benzenie, czterochlorku węglowym, eterze etylowym i alkoholu metylowym.
- Akra – występuje w grudkach podłużnych, zwietrzałych na powierzchni.
- Benin – występuje w bryłkach małych, kulistych lub podłużnych, zwietrzałych na powierzchni, szklistych na krawędziach.
- Kamerun – występuje w wielkich bryłach, pokrytych białym pyłem. Ma przełam czysty, barwę jasnożółtą lub jasnoczerwoną.
- Gabon – występuje w grudach płaskich długich do 8 centymetrów. Ma barwę od żółtawej do krwistoczerwonej.
- Loango – występuje w grudach nieregularnych o ostrych krawędziach, przełam szklisty, zwietrzały na powierzchni. Ma barwę od jasnożółtej do brunatnoczerwonej. Mięknie w temperaturze 180–200 °C. Rozpuszcza się w alkoholu dwuacetonowym (CH3C(O)CH2C(OH)(CH3)2), alkoholu amylowym, etylowym i metylowym.
- Angola – występuje w grudach nieregularnych lub kulistych o powierzchni zwietrzałej. Ma barwę żółtą, czerwoną, brunatną lub jest bezbarwny. Mięknie w temperaturze 90 °C. Topi się w temperaturze 245–305 °C.
- Benguela – występuje w grudkach płaskich lub obłych, pomarszczonych na powierzchni.

### Kopale kauryjskie
Kopale kauri, zwane także kopalami nowozelandzkimi i nowokaledońskimi.
- Kopal nowozelandzki jest żywicą twardą, występującą w bryłach barwy brunatnej o powierzchni mocno zwietrzałej. Uchodzi za najcenniejszy spośród wszystkich, występujących w tym rejonie świata. Rozpuszcza się zupełnie w alkoholu butylowym i czterochlorku węglowym, częściowo w acetonie. Uzyskiwany jest z żywicy agatisa nowozelandzkiego.
- Kopal nowokaledoński jest żywicą twardą, pochodzącą z drzewa Agathis dammara. Ma barwę od białawej do żółtawej. Powierzchnię pokrytą brunatną warstwą mocno zwietrzałą lub szarawą o niewielkim połysku metalicznym.
- Kopal manila zwany kopalem filipińskim lub borneoskim. Występuje w bryłach często kilkukilogramowej wagi. Ma barwę od żółtawej do brunatnej. Często występuje odmiana o miąższu mlecznomętnym.

Kopale kauryjskie mają przełam muszlowy, połyskujący. Wydzielają mocna woń balsamiczną. Topią się w temperaturze 125–185 °C. Rozpuszczą się zupełnie w alkoholu amylowym. Na gorąco rozpuszczają się prawie zupełnie w bezwodnym kwasie octowym. W eterze rozpuszczają się w 40–90%, w olejku terpentynowym w 25–40%. Nie rozpuszczają się w toluenie.
Kopale twarde nie nadają się do sporządzania werniksów do malowideł (szczególnie olejnych), jednakże w połączeniu z olejami tworzą najmocniejszą zawiesinę jako składnik spoiwa temperowego. Lakier kopalowy jest doskonałym składnikiem spoiwa enkaustycznego.

### Kopale południowoamerykańskie
Zwane również kopalami brazylijskimi. Są żywicami miękkimi, pochodzącymi z drzew rodzaju Hymenaea, występującymi w Brazylii i Wenezueli. Występują w postaci buł o barwie żółtej, zielonawej i zielonej, pokrytych warstwą przypominającą warstwę kredową.
Główne zastosowanie kopalu, jako surowca, to podstawowy składnik niektórych lakierów, laków i werniksu, stosowanego w aureoli, enkaustyce i witrochromii. W konserwacji werniksu kopalowego używa się do nasycania spróchniałego drewna.